# Тим Рас
Тимоти Дарел „Тим“ Рас (енгл. Timothy Darrell "Tim" Russ; Вашингтон, САД, 22. јун 1956) је амерички глумац. Познат је по улогама Тувока (енгл. Tuvok) у ТВ серији „Звездане стазе: Војаџер“ и Френка (енгл. Frank) у ТВ серији „Samantha Who?“.